# 法務部矯正署高雄監獄
法務部矯正署高雄監獄（簡稱高雄監獄、通稱大寮監獄）是中華民國法務部矯正署所屬監獄，位在臺灣高雄市大寮區。

## 歷史
- 1933年，日治時期為臺南刑務所高雄支所，原址高雄市民正路1號。[1]
- 原稱「臺灣第三監獄第二分監」，1947年更名為「臺灣高雄監獄」，位於高雄市民正路一號[2]。
- 1974年，因為廳舍老舊不堪，將原本廳舍拆除，標售土地。並遷徙至大寮，新建廳舍，又被稱為「大寮監獄」。
- 2011年1月1日，法務部矯正司改制為「法務部矯正署」後，監獄改隸該署並更名為法務部矯正署高雄監獄。
- 2015年2月11日，監獄內發生受刑人挾持典獄長事件，正副典獄長、戒護科長相繼遭挾持。發起暴動的六名受刑人最後全數飲彈自盡，人質也全都平安獲釋。

## 組織
- 典獄長
  - 副典獄長
    - 秘書

行政單位
- 調查分類科
- 教化科
- 作業科
- 衛生科
- 戒護科
- 總務科
- 人事室
- 會計室
- 統計室
- 政風室

委員會
- 調查分類指導委員會
- 教化指導委員會
- 作業指導委員會
- 衛生指導委員會
- 假釋審查委員會
- 人事甄審委員會
- 考績委員會
- 累進處遇委員會
- 監務委員會